# Wade Boggs
Pour les articles homonymes, voir Boggs.
Wade Anthony Boggs, né le 15 juin 1958 à Omaha (Nebraska), est un joueur de la ligue majeure de baseball américain. Il a passé 11 saisons avec les Red Sox de Boston avant de rejoindre les Yankees de New York. Il a fini sa carrière avec les Devil Rays de Tampa Bay.
Boggs a remporté cinq fois le classement de la meilleure moyenne au bâton. Il est le premier à avoir frappé plus de 200 coups sûrs par saison lors de sept saisons consécutives (de 1983 à 1989). Il a accumulé 3000 coups sûrs pendant sa carrière en seulement 18 saisons. 

## Palmarès
- Meilleure moyenne au bâton de la ligue américaine (1983, 1985, 1986, 1987, 1988)
- 12 fois élu dans l'équipe des étoiles de ligue américaine
- Parmi les 28 joueurs ayant frappé au moins 3000 coups sûrs
- Moyenne au bâton de 0,328 (25e)
- À fait partie d'un club champion de la Série mondiale en 1996.
- Élu au temple de la renommée du baseball en 2005

## Anecdotes
- Boggs a participé au match le plus long de l'histoire du baseball professionnel américain. Ce match  de ligue mineure disputé sur trois jours a duré 33 manches en 1981.
- Boggs est apparu deux fois comme lanceur de relève en fin de match, une fois pour les Yankees, une fois pour les Devil Rays.
- Son 3000e coup sûr était un coup de circuit.
- Il fait une apparition dans la série télévisée "Psych: Enquêteur malgré lui". Boggs y joue son propre rôle, en tant que coach de frappe de l'équipe des Seabirds de Santa Barbara.
- Il est apparu en compagnie de huit autres joueurs des ligues majeures dans Homer at the Bat, un épisode de la série Les Simpson originellement diffusé le 20 février 1992.

## Statistiques en carrière
| Statistiques de frappeur |            |            |      |      |      |      |     |    |     |      |    |    |      |     |       |       |       |
|                          |            |            | G    | AB   | R    | H    | 2B  | 3B | HR  | RBI  | SB | CS | BB   | SO  | BA    | OBP   | SLG   |
| Totaux                   | 18 saisons | 18 saisons | 2439 | 9180 | 1513 | 3010 | 578 | 61 | 118 | 1014 | 24 | 35 | 1412 | 745 | 0,328 | 0,415 | 0,443 |